# Сопрунова, Анастасия Валерьевна
Анастасия Валерьевна Сопрунова (род. 14 января 1986) — казахстанская легкоатлетка (бег на 100 м с барьерами), мастер спорта Республики Казахстан международного класса.

## Биография
Анастасия живёт в Усть-Каменогорске и тренируется у З.Тр. РК Назаровой Т. А.
Участница чемпионата мира среди юниоров 2004 г. (Канада — Серебряная призерка в беге на 60 м с/б на Чемпионате Азии 2008 г.; — Бронзовая призерка Ш Азиатских игр 2009 г. (г. Ханой, Вьетнам) в беге на 60 м с/б.
На Спартакиаде РК показала время 12,99 и выполнила Олимпийский норматив.
На Олимпиаде — 2012 в Лондоне была лишь 28-й со временем 13,40.
Имеет высшее образование. В 2010 году закончила Восточно-Казахстанский государственный университет имени С. Аманжолова по специальности «Физическая культура и спорт».
В 2016 году дисквалифицирована на 4 года за применение допинга.